# Platygyriella
Platygyriella là một chi rêu trong họ Hypnaceae.